# Daihatsu Rocky (F300)
F300 Daihatsu Rocky/Feroza (яп. ダイハツ・ロッキー, хепбёрн Daihatsu Rokkī) — субкомпактный внедорожник, выпускавшийся с 1989 по 2002 год японской компанией Daihatsu.

## Описание
Название Rocky применялось в Японии и некоторых американских странах. В Европе и Австралии серия F300 Rocky была известна как Daihatsu Feroza, поскольку индексом «Rocky» в большинстве стран обозначались модели F70 Rugger/Fourtrak. В Индонезии индексом «Feroza» обозначался преемник заднеприводного варианта Rugger (Taft). В Великобритании автомобили F300 Daihatsu Rocky продавались под названием Daihatsu Sportrak.
Rocky приводился в движение 1,6-литровым 16-клапанным четырёхцилиндровым бензиновым двигателем HD-C/HD-E SOHC, также применявшимся в Applause. Коробка передач — пятиступенчатая механическая или же четырёхступенчатая автоматическая (Aisin). Также имеются карданный вал и дифференциал для обеспечения полного или заднего привода в зависимости от требований водителя. Режимы 2WD, 4WD Low и 4WD High выбираются с помощью селектора рядом с рычагом переключения передач в салоне.
Существовали также штатные полноприводные автомобили с блокируемым межосевым дифференциалом, но без пониженной передачи в раздаточной коробке. Мощность двигателей варьировалась от 55 до 77 кВт (74—103 л. с.) в Японии.
В Европе, Латинской Америке, Австралии и на большинстве азиатских рынков модель F300 продавалась под индексом Feroza. Фероза» — это выдуманное имя, комбинация прилагательного «свирепый» (англ. ferocious) и имени «Роза» (англ. Rosa). Экспортные модели обычно оснащались двигателем с системой впрыска топлива мощностью 70 кВт (94 л. с.) при 5700 об/мин или же карбюраторным двигателем мощностью 63 кВт (84 л. с.) при 6000 об/мин.
Двигатель с многоточечным впрыском топлива мощностью 70/77 кВт (94/103 л. с.) применялся в автомобилях F300 Rocky/Feroza в Австралии. Австралийский вариант Feroza II SXP был запущен в продажу в 1993 году. В 1998 году на смену Rocky/Feroza пришла серия J100 Terios.
В 1992—1997 годах автомобили F300 Rocky/Feroza проходили фейслифтинг.
Электромобиль «Rocky EV», разработанный в 1990 году, выпускался совместно с Kansai Electric Power Company. Всего было выпущено 26 автомобилей. Мощность электродвигателя составляет 20 кВт (27 л. с.), максимальная скорость ограничена до 90 км/ч, запас хода — 200 км при постоянной скорости 40 км/ч. Система полного привода позволяла автомобилю подниматься на 21-процентный уклон.

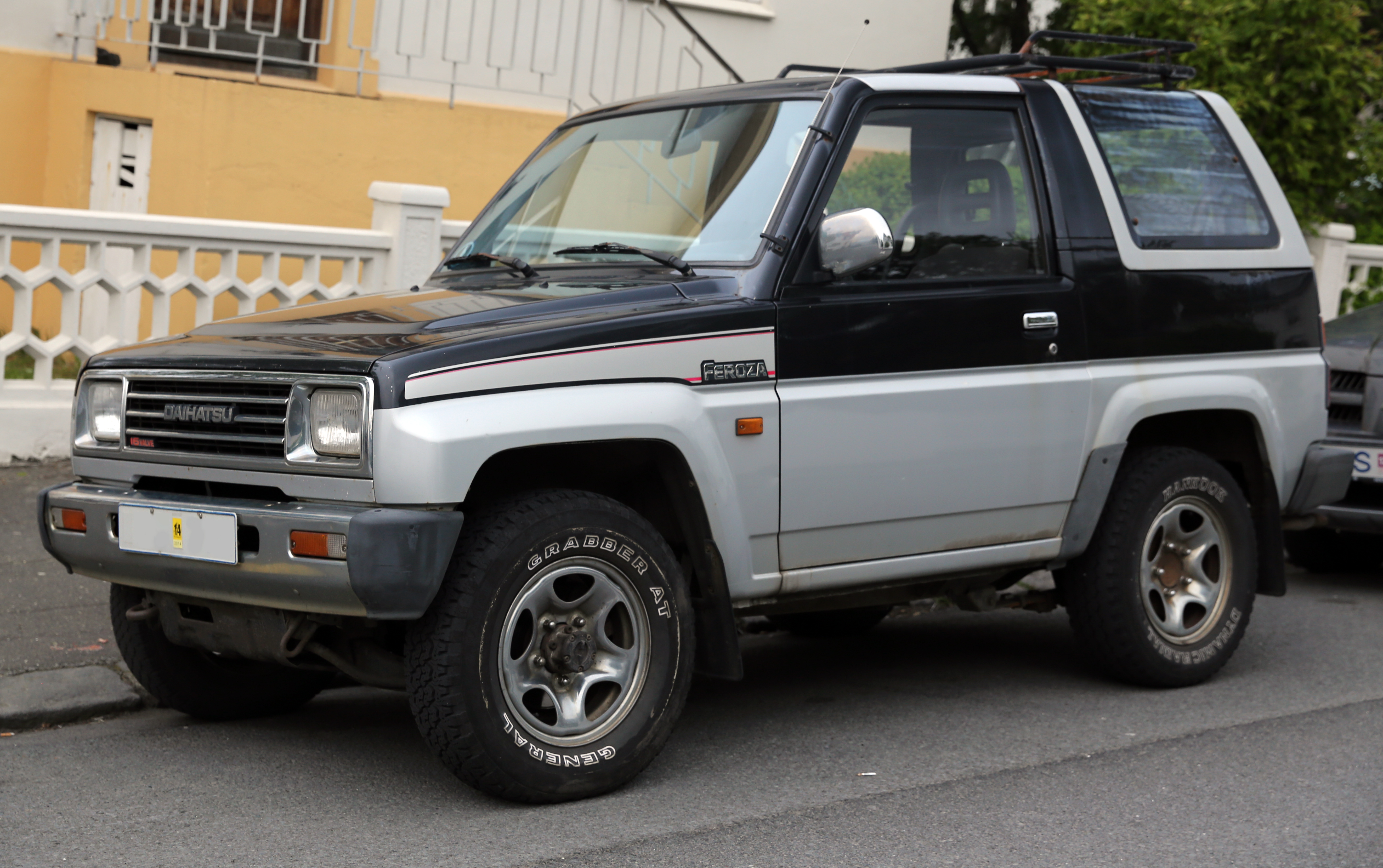
1990 Daihatsu Feroza 1.6 EL-II (F300; Исландия)
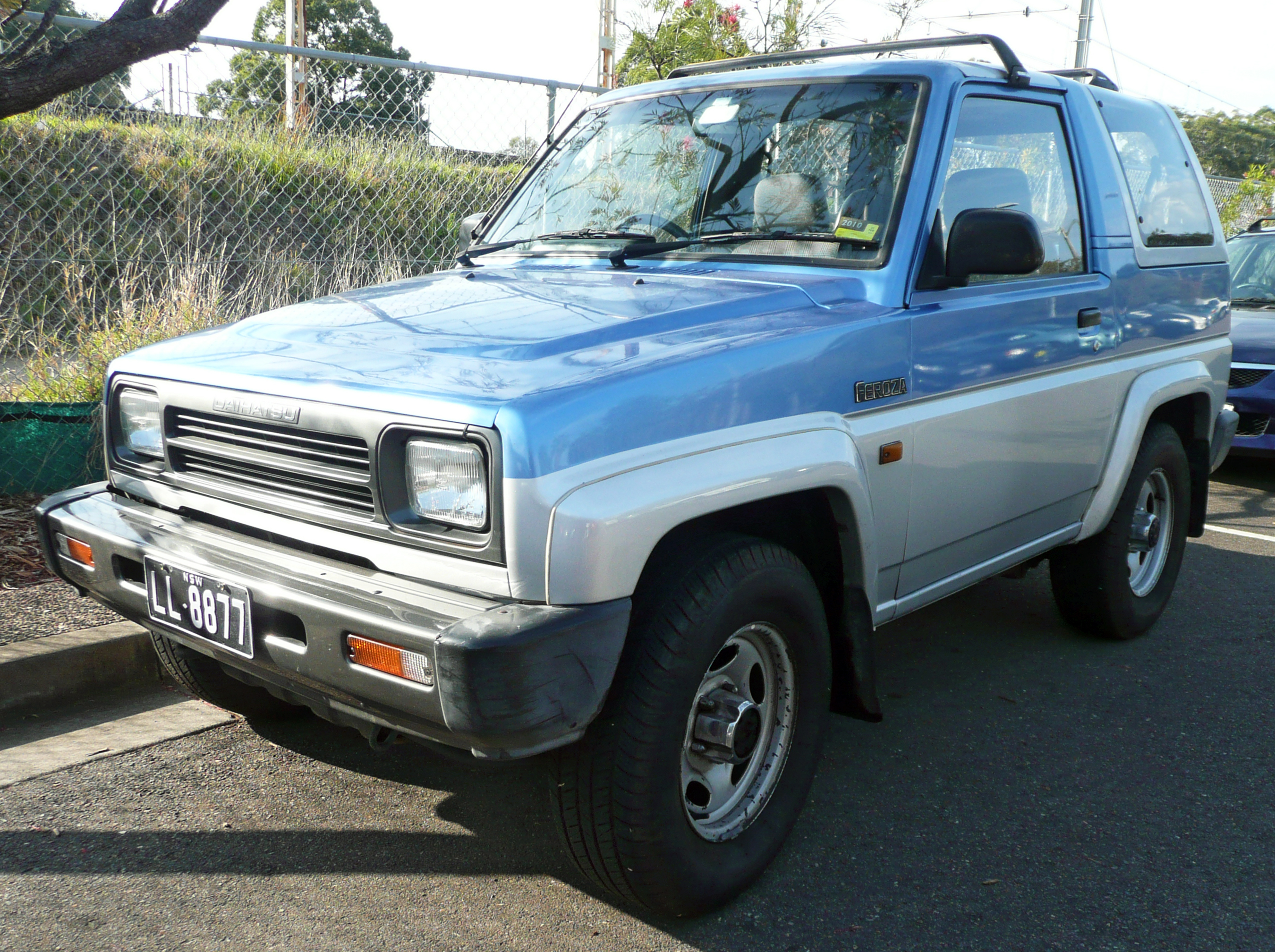
1992—1993 Feroza SE Hardtop (F300GD; первый фейслифтинг, Австралия)
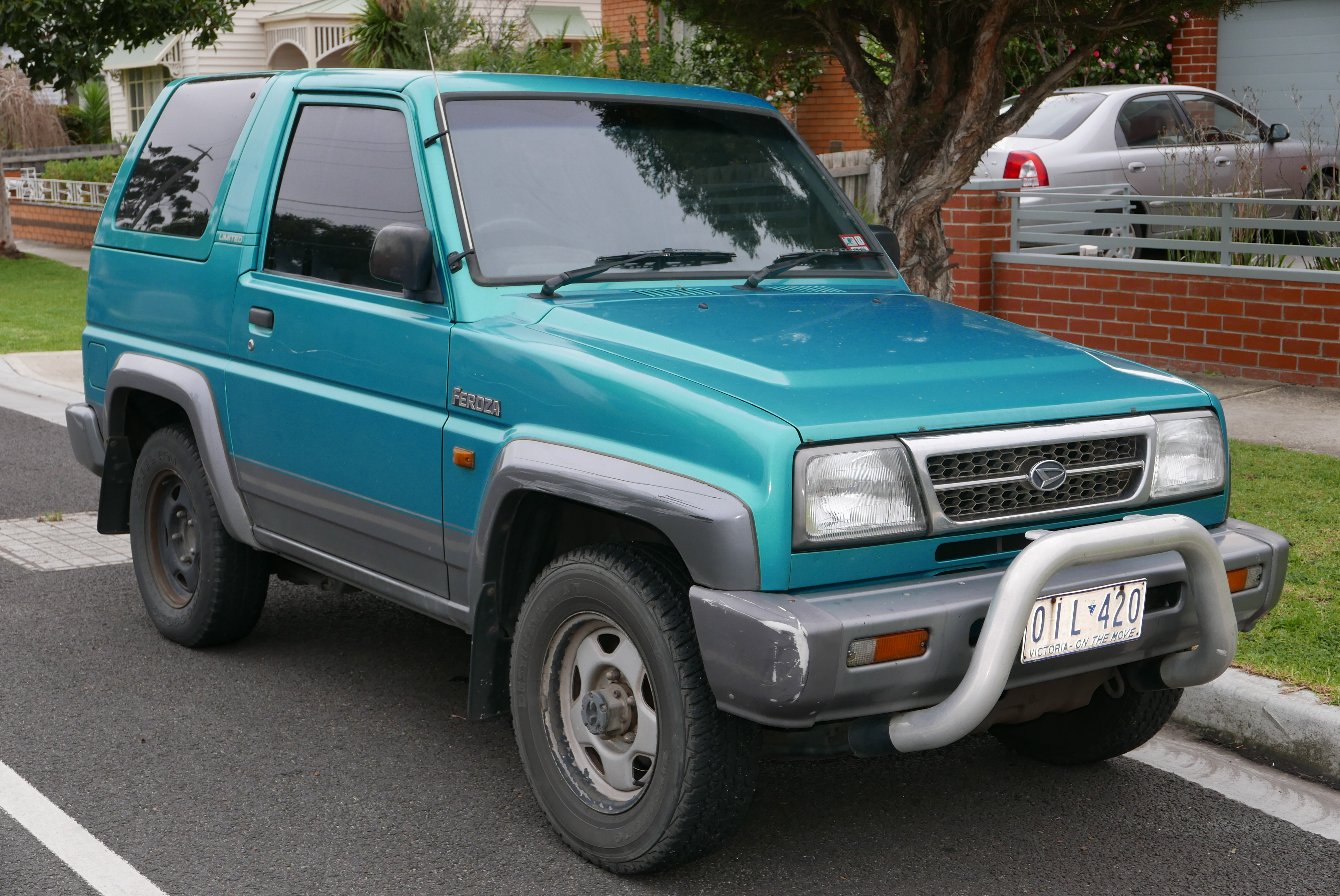
1997 Feroza Limited Hardtop (F300B; второй фейслифтинг, Австралия)
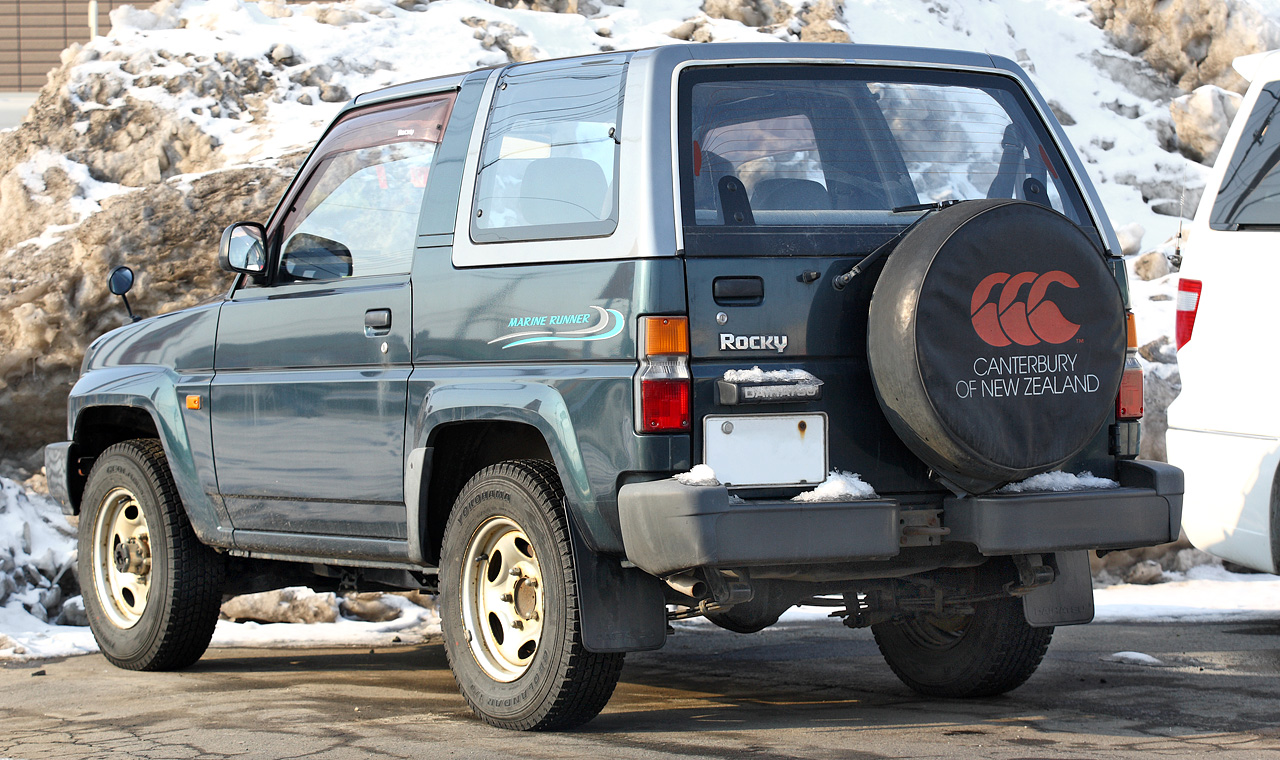
Rocky (Япония)
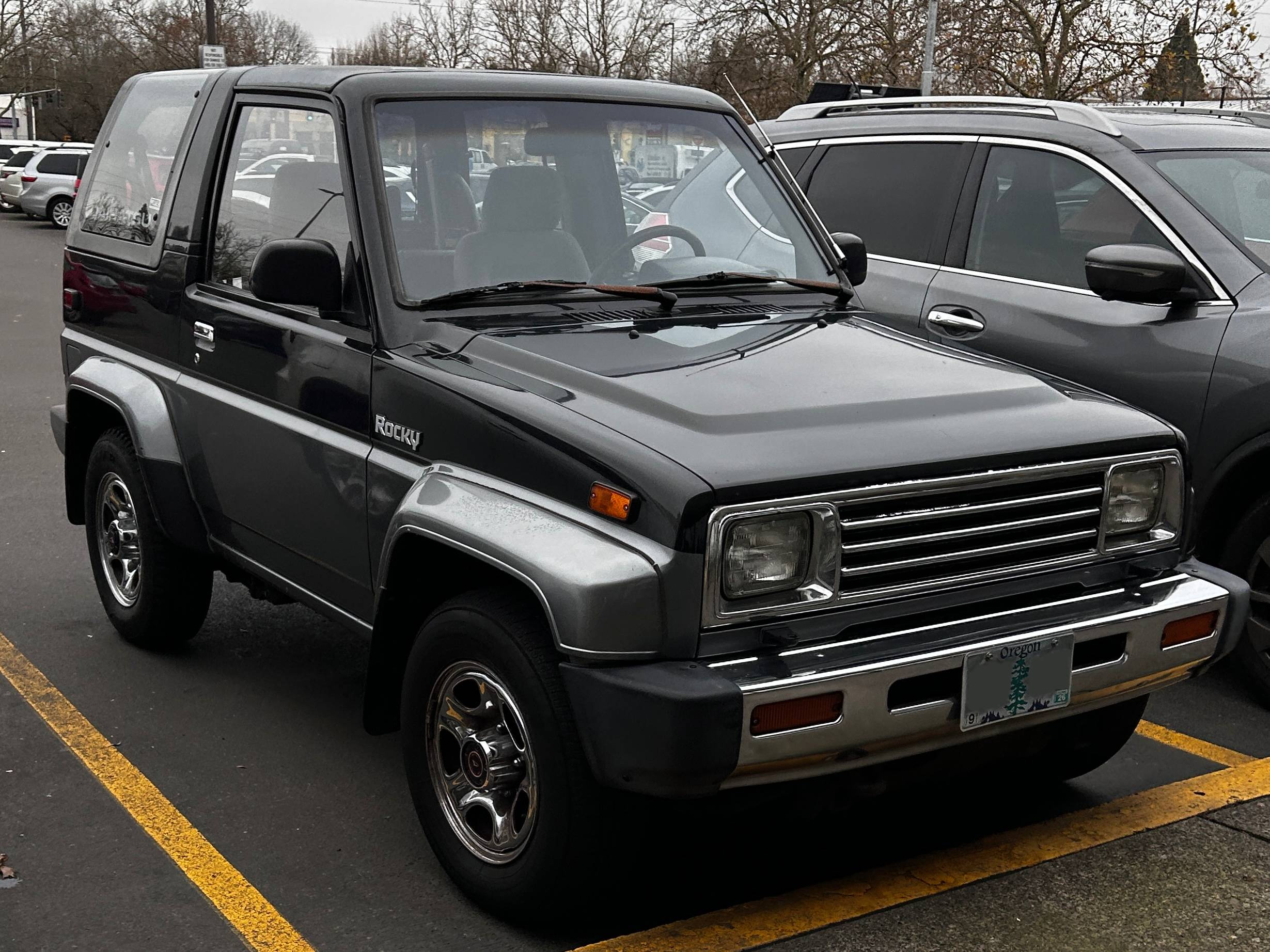
1992 Rocky SX (США)

## Bertone Freeclimber II

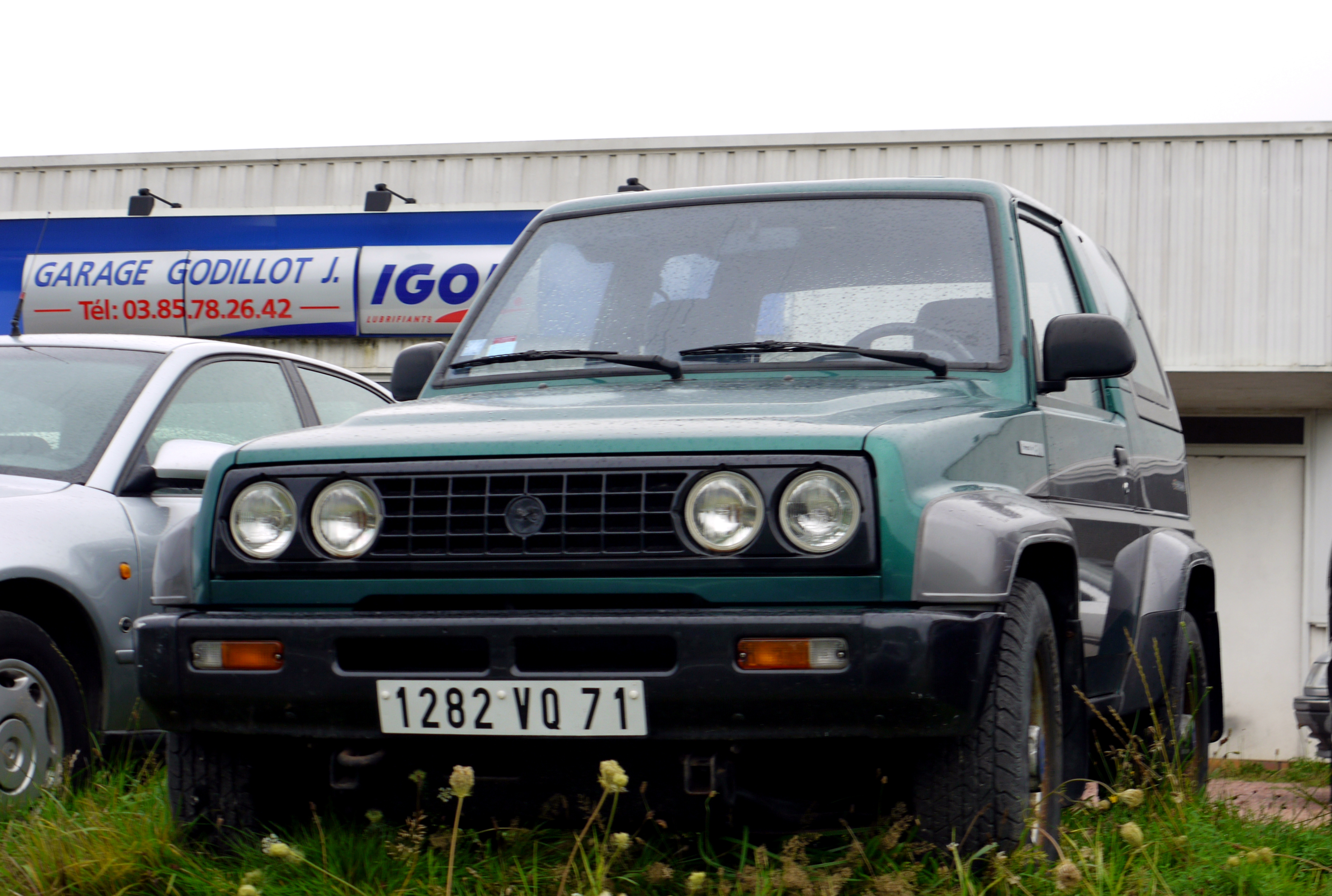
Bertone Freeclimber II Blue Lagoon

Итальянский производитель Bertone выпускал вариант Rocky/Feroza с 1,6-литровым двигателем BMW M40 мощностью 73,5 кВт (99 л. с.), названный Bertone Freeclimber II. Существовала также версия «Blue Lagoon», названная в честь парфюма Николя де Барри. Freeclimber был популярен, в частности, во Франции и Италии, так как на него не влияли квоты, наложенные на японский импорт.